# Campeonato CAFA Femenino
El Campeonato CAFA Femenino es la competición de fútbol femenino organizada por la Federación de Fútbol de Asia Central, disputada por las selecciones nacionales de las naciones de Asia Central. El torneo oficial comenzó en 2018, fue organizado por Uzbekistán y ganado por la selección anfitrión.

## Palmarés
| Año          | Sede       | Campeón    | Final Resultado | Subcampeón | Tercer lugar | Resultado | Cuarto lugar |
| ------------ | ---------- | ---------- | --------------- | ---------- | ------------ | --------- | ------------ |
| 2018 Detalle | Uzbekistán | Uzbekistán | Liga            | Irán       | Tayikistán   | Liga      | Kirguistán   |
| 2022 Detalle | Tayikistán | Uzbekistán | Liga            | Irán       | Kirguistán   | Liga      | Turkmenistán |

## Títulos por equipo
En cursiva, se indica el torneo en que el equipo fue local.
| Equipo       | Campeón        | Subcampeón     | Tercer lugar | Cuarto lugar |
| ------------ | -------------- | -------------- | ------------ | ------------ |
| Uzbekistán   | 2 (2018, 2022) |                |              |              |
| Irán         |                | 2 (2018, 2022) |              |              |
| Kirguistán   |                |                | 1 (2022)     | 1 (2018)     |
| Tayikistán   |                |                | 1 (2018)     |              |
| Turkmenistán |                |                |              | 1 (2022)     |

## Premios

### Goleadoras
| Temporada | Jugadora          | Club       | Goles |
| --------- | ----------------- | ---------- | ----- |
| 2018      | Nilufar Kudratova | Uzbekistán | 9     |
| 2022      | Nilufar Kudratova | Uzbekistán | 5     |

### Premio juego limpio
| Selección  | Año  |
| ---------- | ---- |
| Tayikistán | 2018 |
| Irán       | 2022 |

### Entrenadores campeones
| Entrenador        | Selección  | Año  |
| ----------------- | ---------- | ---- |
| Bahrom Norsafarov | Uzbekistán | 2018 |
| Midori Honda      | Uzbekistán | 2022 |

## Clasificación general
Los equipos se clasifican por puntos, luego por diferencia de goles y luego por goles marcados.
- Actualizado a la edición 2022.

| Pos. | Equipo       | Part. | PJ | PG | PE | PP | GF | GC | Dif. | Pts |
| ---- | ------------ | ----- | -- | -- | -- | -- | -- | -- | ---- | --- |
| 1    | Uzbekistán   | 2     | 8  | 8  | 0  | 0  | 63 | 1  | +62  | 24  |
| 2    | Irán         | 2     | 8  | 6  | 0  | 2  | 26 | 4  | +22  | 18  |
| 3    | Tayikistán   | 2     | 8  | 2  | 1  | 5  | 8  | 28 | -20  | 7   |
| 4    | Kirguistán   | 2     | 8  | 2  | 1  | 5  | 2  | 24 | -22  | 7   |
| 5    | Turkmenistán | 1     | 4  | 0  | 2  | 2  | 1  | 11 | -10  | 2   |
| 6    | Afganistán   | 1     | 4  | 0  | 0  | 4  | 0  | 32 | -32  | 0   |

## Desempeño
| Equipo       | 2018 (5) | 2022 (5) | Total |
| ------------ | -------- | -------- | ----- |
| Afganistán   | 5º       | ×        | 1     |
| Irán         | 2º       | 2º       | 2     |
| Kirguistán   | 4º       | 3º       | 2     |
| Tayikistán   | 3º       | 5º       | 2     |
| Turkmenistán | ×        | 4º       | 1     |
| Uzbekistán   | 1º       | 1º       | 2     |

### Simbología
| - 1º – Campeón - 2º – Finalista - 3º – 3º Lugar - 4º – 4º Lugar | - Q — Clasificado - × — No participó / Se retiró / Participación prohibida - • — No clasificó - — Anfitrión |